# Liste der Kulturgüter in Heiden
Die Liste der Kulturgüter in Heiden enthält alle Objekte in der Gemeinde Heiden im Kanton Appenzell Ausserrhoden, die gemäss der Haager Konvention zum Schutz von Kulturgut bei bewaffneten Konflikten, dem Bundesgesetz vom 20. Juni 2014 über den Schutz der Kulturgüter bei bewaffneten Konflikten sowie der Verordnung vom 29. Oktober 2014 über den Schutz der Kulturgüter bei bewaffneten Konflikten unter Schutz stehen.
Objekte der Kategorien A und B sind vollständig in der Liste enthalten, Objekte der Kategorie C fehlen zurzeit (Stand: 1. Januar 2023). Unter übrige Baudenkmäler sind zusätzliche Objekte zu finden, die gemäss Angaben des kantonalen Denkmalschutzes als kommunale Kulturobjekte eingestuft wurden und nicht bereits in der Liste der Kulturgüter enthalten sind.

## Kulturgüter
| Foto |                                                                          | Objekt                                        | Kat. | Typ | Standort                               | Beschreibung |
| ---- | ------------------------------------------------------------------------ | --------------------------------------------- | ---- | --- | -------------------------------------- | --- |
| ja   | Datei hochladen · Wikidata zu Schwimm- und Sonnenbad (Q19362433)         | Schwimm- und Sonnenbad KGS-Nr.: 09031         | A    | G   | Kohlplatz 5, 5.1, 5.2 758110 / 256707  | 1931–32 von Beda Hefti. Erste Erweiterung bereits 1933. Gesamtanlage mit funktionsbetonten Zweckformen, bedeutender Zeuge des Neuen Bauens in der Ostschweiz. Eine technische Besonderheit die zusätzliche Erwärmungsmöglichkeit von Badewasser auf den Flachdächern der Kabinen bauten. 2000 sorgfältig restauriert, original intensive Farbgebung aufgefrischt. |
| BW   | Datei hochladen · Wikidata zu Historisches Archiv SEFAR (Q19362432)      | Historisches Archiv SEFAR KGS-Nr.: 09164      | A    | S   | Hinterbissaustrasse 25 757938 / 256199 | Konzernarchiv SEFAR (Sefar AG, Zusammenschluss mehrerer Seidengaze- und Beuteltuchfabriken) |
| ja   | Datei hochladen · Wikidata zu Ehemaliges Weinbauernhaus (Q29650513)      | Ehemaliges Weinbauernhaus KGS-Nr.: 00430      | B    | G   | Schwendi 1 757908 / 258902             | Weinbauernhaus mit Webkeiler, datiert 1761 . Besonders reiche Verzierung der Front mit sogenannten Steckbrettern in Renaissance- und Barockstil. |
| ja   | Datei hochladen · Wikidata zu Bauernhaus (Q29650494)                     | Bauernhaus KGS-Nr.: 11326                     | B    | G   | Benzenrüti 16 757103 / 256873          | |
| ja   | Datei hochladen · Wikidata zu Ehemaliges Bürgerheim (Q29650508)          | Ehemaliges Bürgerheim KGS-Nr.: 11327          | B    | G   | Bischofsberg 409 758128 / 255714       | Auch an der Front geschindeltes, ostwärts gerichtetes Walmdachhaus, das sich vom ursprünglichen Gebäude durch einen steilen Quergiebel und Erweiterungen an der Nord- und Südflanke unterscheidet. Diese sind in Riegelkonstruktion ausgeführt und bergen die Treppenhäuser. An der Front treten sie durch Ladenschösse und schmale Klebdächer in Erscheinung. Verglaste Halle an der Südostecke mit reizvollen Pfosten und Bügen, wohl um die Jahrhundertwende. |
| ja   | Datei hochladen · Wikidata zu Bauernhaus mit Stall (Q29650495)           | Bauernhaus mit Stall KGS-Nr.: 11332           | B    | G   | Gmeindweg 6 758117 / 257674            | |
| ja   | Datei hochladen · Wikidata zu Ehemaliges Waisenhaus (Q29650511)          | Ehemaliges Waisenhaus KGS-Nr.: 11335          | B    | G   | Bischofsberg 408 758246 / 255874       | Allseits geschindeltes Gebäude mit breitem, leicht gestelztem Quergiebel und je fünf fünfteiligen Fensterzeilen an beiden Vollgeschossen über dem gequaderten Erdgeschoß. Im Inneren ehemals die Porträts des Armen- und Waisenhausstifters, des Landessäckelmeisters Joh. Konrad Tobler (1757-1825), und seiner Gattin Katharina Lutz (1756-1829). Öl auf Leinwand, 42,5 X 34 cm bzw. 43,5 X 34,5 cm, vielleicht von Johannes Weiss, um 1820 (biographische Anschriften postum) (jetzt im Gemeindehaus aufbewahrt). |
| ja   | Datei hochladen · Wikidata zu Doppelbauernhaus (Q29650497)               | Doppelbauernhaus KGS-Nr.: 11344               | B    | G   | Schlipf 103, 104 758009 / 257970       | Doppelwohnhaus mit Anbauten in verschalter Riegelkonstmk-tion auf beiden Seiten unter herabgeschlepptem und geknicktem Satteldach und mit «Stadel» an der Nordseite. In einem Balken des Giebelfeldes eingeschnitzt die Initialen und die Jahreszahl «M HB 1669». Rillenfriese an der sonnengebräunten, bis zum Giebelfeld getäferten Front. |
| ja   | Datei hochladen · Wikidata zu Bauernhaus (Q29650483)                     | Bauernhaus KGS-Nr.: 11345                     | B    | G   | Im Stöckli 1 758362 / 257728           | Auf der sonnengebräunten Balkenwand des Giebelfeldes die weiß aufgemalte Frakturinschrift des Bauherrn(!): «Baumeister Sebastian Bäntziger 1791» über einem ebenfalls weiß gemalten Rokoko-Zierrat. Durch den verhältnismäßig hohen Sockel und die großen Webkeller- oder Werkraumfenster kommt das Haus dem Fabrikantenhaus der zweiten Hälfte des 18. Jahrhunderts nahe. An der südlichen Traufseite ein im Vorderland häufig anzutreffender Hauseingang am ersten Obergeschoß, zu dem eine Freitreppe emporführt und über welchem das zweite Obergeschoß herauskragt, wobei es von einem geschweiften Bug und einer durchbrochenen Zierkonsole gestützt wird. Im übrigen starke Betonung der Symmetrie durch die Reihenfenster und das auf beiden Seiten geknickte und herabgeschleppte Satteldach. Wellenförmig profilierte Pfettenköpfe und reichbewegte und durchbrochene Pfettenkonsolen. An den Frontfenstern biedermeierliche Blumengestelle. |
| ja   | Datei hochladen · Wikidata zu Doppel-Gadenhaus (Q29650502)               | Doppel-Gadenhaus KGS-Nr.: 11346               | B    | G   | Wässern 440, 441 758272 / 255329       | |
| ja   | Datei hochladen · Wikidata zu Fabrikantenhaus (Q29650516)                | Fabrikantenhaus KGS-Nr.: 11348                | B    | G   | Unterrechstein 8 757034 / 255810       | Fünfeinhalbgeschossiges Fabrikantenhaus, um 1820 bis um 1830, mit seitlichen Wohnanbauten unter symmetrisch geknicktem und herabgeschlepptem Satteldach. Abgesehen vom Erdgeschoß symmetrische Gliederung der Front durch ein Mittelportal, Reihenfenster und drei toskanische Pilaster. Auch die seitlichen Estrichluken sind als Lünetten gestaltet. Im stichbogigen Sturz des Portalgewändes, über den das verkröpfte Gurtgesims hinwegschwingt, in Relief eine Louis-XVI-Girlande und Blumenzweige von derber Art. In der Wohnstube ein zweigeschossiger, einachsiger Wandschrank aus Nussbaumholz mit intarsierten Tulpen und Eckverzierungen in den Türfüllungen, ferner an geriefelten Gewänden Zweifeldertüren, ebenfalls aus Nussbaumholz mit geschnitzten Eckrosetten. |
| ja   | Datei hochladen · Wikidata zu Bauernhaus (Q29650488)                     | Bauernhaus KGS-Nr.: 14852                     | B    | G   | Benzenrüti 1 757041 / 256729           | Giebelfeld die Initialen «MHLW» und darunter: «16 HS 61 »234. Rillenfriese und symmetrische Anordnung der Reihenfenster. An beiden Flanken traufständige «Städel». |
| ja   | Datei hochladen · Wikidata zu Bauernhaus (Q29650490)                     | Bauernhaus KGS-Nr.: 14853                     | B    | G   | Benzenrüti 8 757154 / 256785           | Mit der Jahreszahl «1645» das älteste der vier datierten Häuser. Dem nur viergeschossigen Giebelhaus ist der höhere «Stadel» an der Rückseite in gleicher Giebelstellung angefügt («Gadenhaus»). |
| ja   | Datei hochladen · Wikidata zu Ehemaliges Bauernhaus (Q29650506)          | Ehemaliges Bauernhaus KGS-Nr.: 14854          | B    | G   | Schwendi 1914.1 757872 / 258861        | |
| BW   | Datei hochladen · Wikidata zu Mosterei / Gerätehaus (Q29650519)          | Mosterei / Gerätehaus KGS-Nr.: 14855          | B    | G   | Schlipf 107.1 758015 / 257946          | Ein ähnliches zweigeschossiges Giebelhäuschen wie die Mosterei im Gmeind, Nr. 120, im Unterschied zu jenem jedoch ganz in Strickkonstruktion, die an der unverkleideten Front ein rustikales Türgericht aufweist, im Giebelfeld aber ebenfalls barock profilierte Pfettenkonsolen. |
| ja   | Datei hochladen · Wikidata zu Henry Dunant Museum (Sammlung) (Q56229762) | Henry-Dunant-Museum (Sammlung) KGS-Nr.: 14856 | B    | S   | Asylstrasse 2 757830 / 256834          | Henri-Dunant-Haus (Plan S. 209 ., 7). Dunant verbrachte hier als Pensionär seinen Lebensabend. Erbaut um 1835 als klassizistisches Fabrikantenwohnhaus mit architektonisch betonter Frontmitte. Nach Umbau durch Emil Kessler 1874-1967 Bezirkskrankenhaus, dann Pflegeheim, 1997–98 restauriert von Urs Gächter und Heinz Wüst und als Verwaltungsgebäude mit Museum umgenutzt. Bemerkenswert die Kunstschlosser- und Glaserarbeit an den Windschutzwänden der Veranda von 1898. |
| ja   | Datei hochladen · Wikidata zu Museum Heiden (Sammlung) (Q27481424)       | Museum Heiden (Sammlung) KGS-Nr.: 14857       | B    | S   | Kirchplatz 5 758088 / 256975           | Postgebäude (Nr. 1000), gemauertes Walmdachhaus mit Einzelfenstern in neun Achsen. Ist das Museum mit der Sammlung des Historisch-antiquarischen Vereins und einer naturhistorischen Sammlung untergebracht. |

## Übrige Baudenkmäler
| ID  | Foto |                                                                     | Objekt             | Typ | Standort                           | Beschreibung |
| --- | ---- | ------------------------------------------------------------------- | ------------------ | --- | ---------------------------------- | --- |
| 187 | ja   | Datei hochladen                                                     | Haus               | G   | Thalerstrasse 5 758135 / 257323    | |
| 200 | ja   | Datei hochladen                                                     | Haus               | G   | Nordweg 9 757610 / 257502          | Das Bauernhaus vom Typ A 4 trägt auf einem Balken im Giebelfeld die Jahreszahl „1602“, was darauf hinweist, dass es ein frühes Beispiel dieser Bauweise ist. Die Vorderseite, die von der Sonne gebräunt ist, zeichnet sich durch Rillenfriese und abgeschrägte Pfettenkonsolen aus. Baujahr 1602 |
| 237 | ja   | Datei hochladen                                                     | Haus               | G   | Seeallee 3 757872 / 257110         | Kursaal. 1956–57 von Otto Glaus, an Stelle der Kurhalle in maureskem Stil von 1873–74. Kubisches Gebäude aus verputztem Mauerwerk, Sichtbeton und Glas mit flachem Blechdach. Nordseitig niedere Annexbauten, Pergolen. In der Bar im Untergeschoss Fresken von Mario Comensoli, 1957. |
| 334 | ja   | Datei hochladen                                                     | Haus               | G   | Brunnenstrasse 19 757531 / 256386  | Das Gebäude ist ein fünfeinhalbgeschossiges Fabrikantenhaus, das sowohl Merkmale des bäuerlichen Typ A 4 als auch des Gasthaus-Typs B 1b aufweist. Es wurde vermutlich im 17. Jahrhundert errichtet, jedoch sind die ursprünglichen Details durch spätere Änderungen, wie die Täfelung der Front im 19. Jahrhundert, schwer nachweisbar. Der Hauseingang mit einem Sandsteinportal aus dem Jahr 1747 und einem barocken Treppengeländer aus Nussbaumholz stammt aus verschiedenen Umbauphasen, darunter der Straßenbau von 1807 bis 1811. Innen befinden sich reich verzierte Rokokomalereien, Antiquainschriften und geschnitzte Türen, die auf Renovierungen im 18. Jahrhundert hinweisen. Insgesamt vereint das Haus eine Mischung aus bäuerlichen und barocken Stilelementen, die seine wechselvolle Baugeschichte reflektieren. |
| 336 | ja   | Datei hochladen                                                     | Haus               | G   | Brunnenstrasse 16 757499 / 256396  | Das Doppelhaus von 1675 hat ein geknicktes Satteldach, geschnitzte Details im Giebel und Täfelung auf zwei Geschossen. Alte Schindeln bedecken die Seiten, und im Inneren gibt es Möbel aus dem 18. Jahrhundert. Die Balkenwand im Giebelfeld zeigt die Jahreszahl „1675“, und den Bibelspruch «WER • MEIN • FLEISH • ISET • VN/D • TRINCHT • MEIN • BLVOT • VN/D • DASMIT • WAREM • GLAVBEN/TVT • DEM • WIL • ICH • GEBEN • N/ACH • DISEM • ZITLCH • DAS • E/WIG • LEBEN • M • H • L • K • G» |
| 338 | ja   | Datei hochladen                                                     | Haus               | G   | Brunnenstrasse 20 757495 / 256363  | Das sechsgeschossige Bauernhaus vom Typ B 1b stammt aus dem 17. Jahrhundert und verfügt über charakteristische Reihenfenster. In der Stube steht ein kunstvoll gestaltetes Büfett aus Kirschbaumholz aus der zweiten Hälfte des 18. Jahrhunderts. Es zeichnet sich durch granatförmige Verzierungen, kreisrunde Buckel und stilvolle Furnierungen aus. Ebenfalls aus dieser Zeit stammen Nussbaum-Zweifeldertüren im ersten und zweiten Obergeschoss. |
| 841 | ja   | Datei hochladen                                                     | Haus               | G   | Kirchplatz 1 758152 / 257021       | Das Gebäude Nr. 841 (Abb. 235, S. 170) wurde 1839/40 erbaut und verfügt über einen tonnengewölbten Keller sowie einen turmartigen Dachaufbau. |
| 842 | ja   | Datei hochladen · Wikidata zu Reformierte Kirche Heiden (Q16101815) | Reformierte Kirche | G   | Kirchplatz 2 758101 / 257026       | Der Bauplan für den Neubau von Felix Wilhelm Kubly wurde bereits 1837 vollendet. Trotz Dorfbrand planmässige Fertigstellung 1839. Nach Brand 1936 Wiederaufbau mit Umgest. Querraum zu Längsraum sowie niederem Walmdach von Ernst Hänny an Stelle des Giebeldaches. Fassaden durch Gebälk mit Attika optisch in zwei Geschosszonen gegliedert. An der Haupt- und den beiden Schmalfronten toskanischer Säulenportikus über Freitreppen. Der Turm in der Mittelachse der Rückseite, mit umlaufendem Balkon und niederem Zeltdach. Aussenrest 2000ff. 1 Östl. davon Kirchgemeindehaus mit integrierter gegen Norden geöffneter Abdankungshalle, 1998 von Hubert Bischaff. Schlichter langrechteckiger Bau, Holz um Betankern, Fassade geschindelt, Reihenfenster                                                                      |
| 843 | ja   | Datei hochladen                                                     | Haus               | G   | Kirchplatz 3 758064 / 257042       | |
| 844 | ja   | Datei hochladen                                                     | Haus               | G   | Kirchplatz 4 758059 / 257002       | Das Doppelgebäude besteht aus zwei Teilen, der nördlichen «Blume» und der südlichen «Rose». Im ersten Obergeschoss befindet sich ein weisser Kastenkachelofen mit einem Blumenfries in Relief sowie klassizistisches Täfer mit dekorativen Rautenauflagen. |
| 849 | ja   | Datei hochladen                                                     | Gemeindehaus       | G   | Kirchplatz 6 758114 / 256972       | Rathaus. Weltliches Pendant zur Kirche. An symmetrischer Fassade datum 1840; Renoviert 1956 und 2002. Schöner Biedermeierbau, im EG Rundbogenfenster. Mittelachsen durch Freitreppe erschlossen und 2002 zum Vorraum hin geöffnet. |
| 849 | ja   | Datei hochladen                                                     | Haus               | G   | Kirchplatz 9 758177 / 256993       | Das Hotel Krone wurde um 1880 nach einem Dorfbrand aus zwei Einzelhäusern erbaut. 1901 erfolgte eine Umgestaltung im Stil der Neurenaissance nach den Plänen des Architekten Emil Zürcher. Markante Merkmale sind der Haubenturm, haubenbekrönte Lukarnen und eine Balustrade mit der Jahreszahl 1901 in der Windfahne. |
| 854 | ja   | Datei hochladen                                                     | Haus               | G   | Poststrasse 19 758043 / 256934     | Das Gebäude wurde zwischen 1821 und 1829 errichtet und ist das einzige Wohnhaus im Dorf, das die Feuersbrunst von 1838 unbeschadet überstand. Das Walmdachhaus hebt sich durch seine traditionelle Strickkonstruktion und die Ausrichtung nach Südosten von den anderen Häusern im Dorf ab. |
| 862 | ja   | Datei hochladen                                                     | Haus               | G   | Poststrasse 1 758229 / 256921      | Der Schulunterricht begann im Pfarrhaus, bevor 1686 ein Rat-, Schul- und Kaufhaus auf dem Kirchplatz gebaut wurde. Dieses wurde 1809 durch ein Primarschulhaus ersetzt, das nach einem Dorfbrand 1839–1841 durch ein Doppelschulhaus für Primar- und Sekundarschule ersetzt wurde. Das Gebäude wurde von Joh. Konrad Bischofberger entworfen und beaufsichtigt, mit Bauausführung durch Michael Bischofberger und Daniel Kowitzki. Es zeichnet sich durch Rundschindeln, drei geriegelte Geschosse und einen Tempelportikus mit Freitreppe aus. Die Schule wurde 1841 eingeweiht und 1978/79 umfassend renoviert. |
| 867 | ja   | Datei hochladen                                                     | Haus               | G   | Poststrasse 10 758169 / 256947     | Der siebenachsige Steinbau aus dem Jahr 1853, ursprünglich zweigeschossig, wurde von Johann Ulrich Fitzi in einer Bleistiftzeichnung festgehalten. Um 1866 wurde das Gebäude um ein Geschoss in Riegelkonstruktion erhöht. Die Fassade wird durch einen dreiachsigen Mittelrisalit mit Gesimsbekrönungen, Portalen und einem Quergiebel gegliedert. Toskanische Pilaster und ein Gurtgesims trennen das Erdgeschoss von den Obergeschossen. Im Inneren befinden sich zwei tonnengewölbte Keller, einer davon mit einer diagonal verstrebten Eisentür. |
| 873 | ja   | Datei hochladen                                                     | Haus               | G   | Poststrasse 22A 758054 / 256959    | Das Gebäude wurde zwischen 1846 und 1875 erbaut und 1972 außen renoviert. Es handelt sich um ein fünfachsiges Walmdachhaus mit antikisierender Gestaltung, errichtet auf einer Terrasse mit quadratischem Grundriss. Hervorstechend sind die architektonischen Details: Ziergiebel aus Sandstein in Form von Tempelgiebeln, Palmetten und kunstvollen Bordüren sowie ein beeindruckendes Traufgesims. Innen verfügt das Haus über gewölbte Keller, einen kunstvoll gestalteten Kachelofen mit antiken und vergoldeten Motiven sowie Wandtäfer und Jugendstilmalerei an den Decken. Die Hauptfassade und Südfassade setzen architektonische Akzente mit Portalen und Fenstergiebeln. Ein wahres Kunstwerk des Historismus und Jugendstils.                                                                                            |
| 874 | ja   | Datei hochladen                                                     | Haus               | G   | Poststrasse 21 757983 / 256970     | Das Gebäude wurde 1844 von einem der Baumeister Bischofberger, vermutlich Joh. Konrad, auf dem Grundstück des im Dorfbrand 1838 zerstörten «Türmli» erbaut. Es diente als Bierbrauerei, Wirtshaus und ab 1847 als Molkenkuranstalt, was den Kurort Heiden weltweit bekannt machte. 1874/75 wurde der Saaltrakt erweitert und 1892 die Terrasse erneuert. Nach Aufgabe des Hotelbetriebs 1975 wurde das Hauptgebäude durch die Initiative «Pro Freihof» erhalten, 1980 der Saaltrakt abgerissen und 1980/81 das Hauptgebäude renoviert und zu Wohnungen und Büros umgestaltet. |
| 920 | ja   | Datei hochladen                                                     | Primarschule Dorf  | G   | Schulhausstrasse 3 758064 / 256878 | Das Gebäude wurde zwischen 1898 und 1900 nach den Entwürfen des Architekten Adolf Müller gebaut. In den Jahren 1965/66 wurde eine umfassende Neugestaltung des Innenbereichs vorgenommen. |
| 964 | ja   | Datei hochladen                                                     | Haus               | G   | Schulhausstrasse 9 757987 / 256756 | |
| 967 | ja   | Datei hochladen                                                     | Haus               | G   | Kohlplatz 5 758075 / 256712        | |

Legende: Siehe Legende der Liste der Kulturgüter von nationaler und regionaler Bedeutung. Anstelle der KGS-Nummer wird als Objekt-Identifikator (ID) die Gebäudenummer der kantonalen Denkmalpflege angegeben.